# 祖国保卫者日

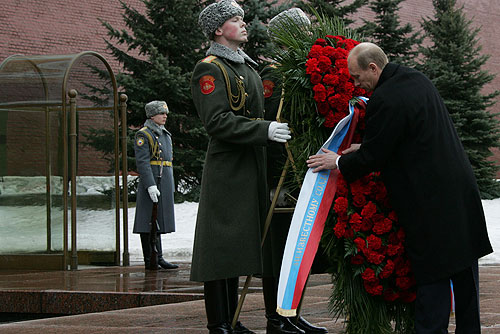
2008年的祖国保卫者日

祖国保卫者日（俄语：День защитника Отечества）是俄罗斯、白俄罗斯和吉尔吉斯斯坦的法定假日，为每年的2月23日，全国放假一天。此曾經也為烏克蘭的假日，但後來被取消，被烏克蘭保衛者日取代。
1917年10月25日（俄历）在沙皇俄国发生了十月革命，成立了苏维埃政权。当时正处于第一次世界大战期间，苏维埃政权公布和废除俄国原政府的一切秘密条约，并要求停战。协约国拒绝停战。苏维埃共和国决定单独和德国谈判。1917年12月15日和同盟国达成停战协议。
1918年2月18日，德国再次向苏维埃共和国发动全面进攻，力图首先消灭它的战斗力，使东线保持平静，并夺取乌克兰的粮食，再全力进攻协约国。德军很快占领了芬兰、波罗的海沿岸、乌克兰、顿河流域，并向首都彼得格勒挺进。2月22日，苏维埃政权发布《告人民书》，表示“俄国工农的神圣义务，就要……奋不顾身地保卫苏维埃共和国、抗击资产阶级帝国主义德国的匪军。”，在各个城市成立红军志愿兵登记处，举行群众大会，成立了许多红军部队。
雖然1918年2月23日並非紅軍建軍日，但从1922年起苏联将2月23日作为“红军诞生日”，1923年起改称“红军日”（俄语：День Красной Армии），1946年起改称“苏联建军节”（俄语：День Советской Армии и Военно-Морского флота），1995年起更名为“祖国保卫者日”。从2002年起祖国保卫者日俄罗斯全国放假一天 。
“祖国保卫者日”是一个军人的节日，一般要举行阅军和游行等活动。俄罗斯人也将“祖国保卫者日”看做是一个“男人节”，这一天妇女们会向自己的丈夫赠送礼物 。
2015年2月22日，烏克蘭總統波罗申科下令祖国保卫者日不再是烏克蘭的節日。